# Sharko (groupe)
Pour les articles homonymes, voir Sharko.
Sharko est un groupe belge de pop et rock alternatif, originaire d'Arlon, en Wallonie. Le leader du projet David Bartholomé (chant et basse) est toujours resté relativement proche des ressorts et dynamique du trio. Désormais avec Guillaume Vierset (qui a remplacé Teuk Henri à la guitare) et Olivier Cox (batterie). 
En 2007, les titres Excellent et I Need Someone rencontrent un nouveau public par l'entremise du chanteur français Julien Doré (alors vainqueur de la Nouvelle Star) qui reprend ces chansons lors de ses concerts. Sharko remporte deux Octaves de la musique en 2007 (meilleur album rock belge francophone et groupe rock de l'année).

## Historique

### Débuts (1997-2003)
David Bartholomé lance le projet seul sous le nom Nose Kitchen (avec l'aide de Rudy Coclet et de Marc Van Eyck, respectivement producteur et arrangeur). Après avoir remporté la finale du Concourt-Circuit en 1997 (concours visant à promouvoir le rock belge francophone), David Bartholomé abandonne le nom Nose Kitchen au profit de Sharko.
Le premier album, Feuded, sorti en 1999, est distribué jusqu'en France, aux Pays-Bas et en Suisse. L'album rencontre un succès critique ; il est repris dans les albums de l'année 1999 d'Emmanuel Tellier dans Les Inrockuptibles.  Les concerts mettent en scène le sens de l'humour décalé de David Bartholomé avec des tentatives de gags visuels, comme sa chaussure transformée en marionnette. Le single Wake Up, issu de Feuded, sort en janvier 2000. Désormais associé en duo sur scène au guitariste Teuk Henri, Sharko tourne en Belgique, aux Pays-Bas et en France. Une réputation scénique se développe avec des premières parties assurées pour Muse, Venus, Paul Weller et Arno.
L'album Meeuws 2 voit le jour en février 2001 au Benelux, France, Italie et Suisse. L'album, mixé par Mike Mogis (du groupe américain Bright Eyes) est bien reçu. I Went Down sort en single en mars et connait un premier vrai succès radio. Le single est présenté comme un des meilleurs de l'année par la VPRO (Hollande) et par le Télé-Moustique (Belgique). Dans le but de gagner en puissance sur scène, Bartholomé et Teuk qui prestaient jusque-là seuls, s'allient à Julien Paschal à la batterie.
Meeuws 2 sort en Angleterre en avril 2003. Ils jouent trois concerts en trois soirs à Londres, puis un concert live sur la BBC 6 en mai. Une tournée anglaise estivale se dessine : Liverpool, Édimbourg, Hull, Oxford, Leeds et surtout Londres primé « concert de la semaine » par le Time Out. Meeuws 2 est publié dans plusieurs pays incluant Irlande et Canada, Italie, France, Suisse, Pays-Bas jusqu'en Finlande.

### Sharko IIIetPrésident(2004-2005)
En septembre 2004, le troisième album, intitulé Sharko III, sort en Belgique. Album mixé par l'ingénieur de Peter Gabriel du Realworld Studio, Ben Findlay. L'album contient notamment Excellent, Président ainsi que le premier simple issu de l'album, Spotlite. Président sort en single en Belgique, en France et au Japon, en janvier 2004. Le 12 février 2004, Sharko, accompagné de deux autres groupes de la scène rock belge francophone (Ghinzu, Girls in Hawaii), affichent complet dans la grande salle de l'Ancienne Belgique. En avril, Sharko III sort en France.

### Molecule(2006-2008)
Après une année de doutes, Bartholomé retrouve in fine un désir de musique. Traversant une crise qui a failli anéantir le projet, Sharko contactent le producteur Dimitri Tikovoï (Placebo, The Horrors, Goldfrapp) afin de les aider. Le premier single Motels (2006) annonce le quatrième album du groupe. L’album Molecule sort en novembre 2006 en Belgique.
Sweet Protection (poussé par un clip original), deuxième single extrait de l’album, paraît. Sharko affiche complet à l’Ancienne Belgique et se prépare à tourner sans relâche. Molecule est annoncé en mars en France, et en mai en Australie. Au printemps, Julien Doré se présente aux castings de l'émission Nouvelle Star en France reprenant la chanson Excellent de Sharko. Il gagne l'édition 2007 de l'émission et permet au groupe de rencontrer un nouveau public, et à Excellent de connaitre un succès sur Internet, propagé par de nombreux joueurs de ukulélé. En juin 2007, Sharko remporte deux Octaves : meilleur groupe de l'année et meilleur album.
Sharko fait ensuite deux prestations sur la Place des Palais (devant le Palais Royal de Bruxelles) et aux Francofolies de Spa. Durant l'été, la radio NRJ Belgique propulse Sweet Protection en forte rotation. Ce qui amène le groupe à participer au NRJ in the park Belgique avec Fatal Bazooka, Amel Bent et Julien Doré. En novembre 2007, les titres Président et Spotlite sont repris dans le film et la bande son du film français Le Cœur des hommes 2 de Marc Esposito. 
Sharko est retenu pour jouer au festival Toronto Music Week en mars 2008. Ils profitent de leur présence en Amérique du Nord pour jouer à Montréal, et à New York (où ils feront huit concerts en une semaine)[réf. nécessaire]. Fort de cette inspiration regagnée, Bartholomé collabore au projet collectif d'électro-rock français Variety Lab. Projet qui compte parmi ses invités de l'album Team Up ; Donovan, Lily Frost et Yael Naïm qui reprend avec soin le rétro Love is a Bug, chanson découverte sur Molecule. Bartholomé quant à lui signe et chante le succès radiophonique We Should Be Dancing.
Bartholomé s'engage alors au printemps dans l'écriture du nouvel album. Celui-ci est enregistré à Londres dans le studio de Flood avec Dimitri Tikovoi en juin. En juillet, lassé des tournées et fatigué par le rythme, Julien Paschal abandonne le projet. Il est remplacé au pied levé par Charles de Croix à la fin de juillet pour continuer la tournée des festivals en France et en Suisse (Solidays, Vieilles Charrues, Paléo Festival Nyon, et Sakifo Festival).

### Dance on the Beastet pause (2009-2015)
L'album Dance on the Beast sort le 20 avril 2009 en Belgique, et le 1er juin en France. Il est annoncé par les singles Yo Heart et Rise Up. Dance on the Beast souligne une nouvelle voie plus festive et dansante.
En 2010, Sharko sort une compilation intitulée BeAst of. Regroupant les titres phares de la carrière du groupe. Cette année-là, sort également le livre-recueil Journal 2003-2009 ou comment en voulant grimper, j’ai construit une échelle en abattant un arbre au lieu de monter à l’arbre ; qui est la version livre du journal que David Bartholomé tenait en ligne sur le site du groupe entre 2003 et 2009. 2012 est l'année du premier disque solo du chanteur David Bartholomé intitulé Cosmic Woo Woo.

### You Don't Have to Worry(2016)
Sharko sort en avril 2016, après une pause de sept ans, un nouvel album intitulé You Don't Have to Worry, contenant 11 morceaux. Le single You Don't Have to Worry avait annoncé l'album au mois de mars. Ce nouvel album (écrit et produit par David Bartholomé, mixé par l'américain Mark Plati) défini par son chanteur (sur leur page Facebook) : « C'est un album... intense avec des moments sombres, mais jamais nombrilistes, et des passages solaires. Il y a Bring the Girls bien sûr, pour l'aspect sombre mais aussi Galileo, Shalaine et You Don't Have to Worry qui sont des chansons joyeuses, "vintage", j'en conviens... et solaires, j'insiste! »
Entre-temps, le groupe revient jouer au Francofolies de Spa 2016.

### Hometour Acoustic Woaw(2017)
Las d'assurer la promotion via les mêmes circuits depuis tant d'années et frustré de ne pas suffisamment passer en radio (alors qu'il considère You Don't Have To Worry comme son album le plus abouti), David Bartholomé décide d'aller lui-même à la rencontre de son public pour défendre son répertoire et se lance dans une série de concerts à domicile début 2017. Fort du succès de cette tournée, ravi de découvrir une autre façon de proposer sa musique pour un public ravi de la consommer différemment, David Bartholomé enregistre (quasi seul) et sort l'album Hometour Acoustic Woaw en septembre 2017. Comme premier single, c'est une version légère reggae de When I Was Your Age (ode à Justin Bieber) qui est proposée et passera en radio en Belgique francophone. Le second single "Never" chanté en duo avec l'actrice française Camille Bernon rencontrera un succès radiophonique également.
Sharko, désormais réduit au seul David Bartholomé, fera quelque 230 concerts dans cette formule acoustique à domicile.

### Glucose(2019)
Revigoré, David enregistre, à nouveau quasi seul à l'ICP de Bruxelles, l'album Glucose qui paraîtra en septembre 2019. Produit par Luuk Cox (Stromae, Girls in Hawaii, Loic Nottet) dans une orientation plus electro-pop, l'album contient également des collaborations avec la chanteuse Valentine Brognion (The Voice Belgique 2018) et Jukka Jahnukainen. Le single Uppercut annonce l'album.
David, entouré désormais de Guillaume Vierset à la guitare et toujours le batteur Olivier Cox, présente l'album devant des salles complètes à Liège, Arlon et Bruxelles et de nouveau Bruxelles en mars 2020.

## Style musical
Emmené en grande partie par son auteur-compositeur-interprète David Bartholomé, leur style musical est parfois qualifiée de « pop surréaliste » ou « avant-pop » pour son aspect bricolée. Sur scène, le groupe propose souvent un show burlesque et énergique, développé sur un spectre toutefois large : entre grammaire Pixies, Beck, The Flaming Lips, The Police et vocabulaire calembour/troubadour.

## Membres

### Membres actuels
- David Bartholomé - chant, basse, guitares, claviers
- Guillaume Vierset - guitare (depuis 2019)
- Olivier Cox - batterie (depuis 2014)

### Anciens membres
- Teuk Henri - guitare (1999 - 2018)
- Marc Van Eyck - batterie (1997-2000)
- Julien Paschal - batterie (2001-2008)
- Charly de Croix - batterie (2008-2010)
- Laurens Smagghe - batterie (2010)

## Récompenses
- Lauréat Concourt-Circuit (Fédération Bruxelles-Wallonie) - 1997
- Lauréat Découverte - Printemps de Bourges (France) - 2004
- Octave du meilleur album de l'année - Molecule - 2007
- Octave du meilleur groupe de l'année - Sharko - 2007
- Prix de l'Adami (France) - Sharko - 2008

## Discographie
- 1999 : Feuded
- 2000 : Meeuws
- 2001 : Meeuws 2 (sorti en Amérique du Nord en 2003)
- 2003 : Sharko III
- 2006 : Molecule (2007 en Australie)
- 2009 : Dance on the Beast
- 2010 : BeAst of (compilation)
- 2016 : You Don't Have to Worry
- 2017 : Hometour Acoustic Woaw
- 2019 : Glucose